# Книга эпарха
Книга эпарха (греч. Τὸ ἐπαρχικὸν βιβλίον, To eparchikon biblion) — официальный свод уставов константинопольских ремесленных и торговых корпораций, находившихся в ведении эпарха — градоначальника. Правила кодифицированы в X веке.

## Создание

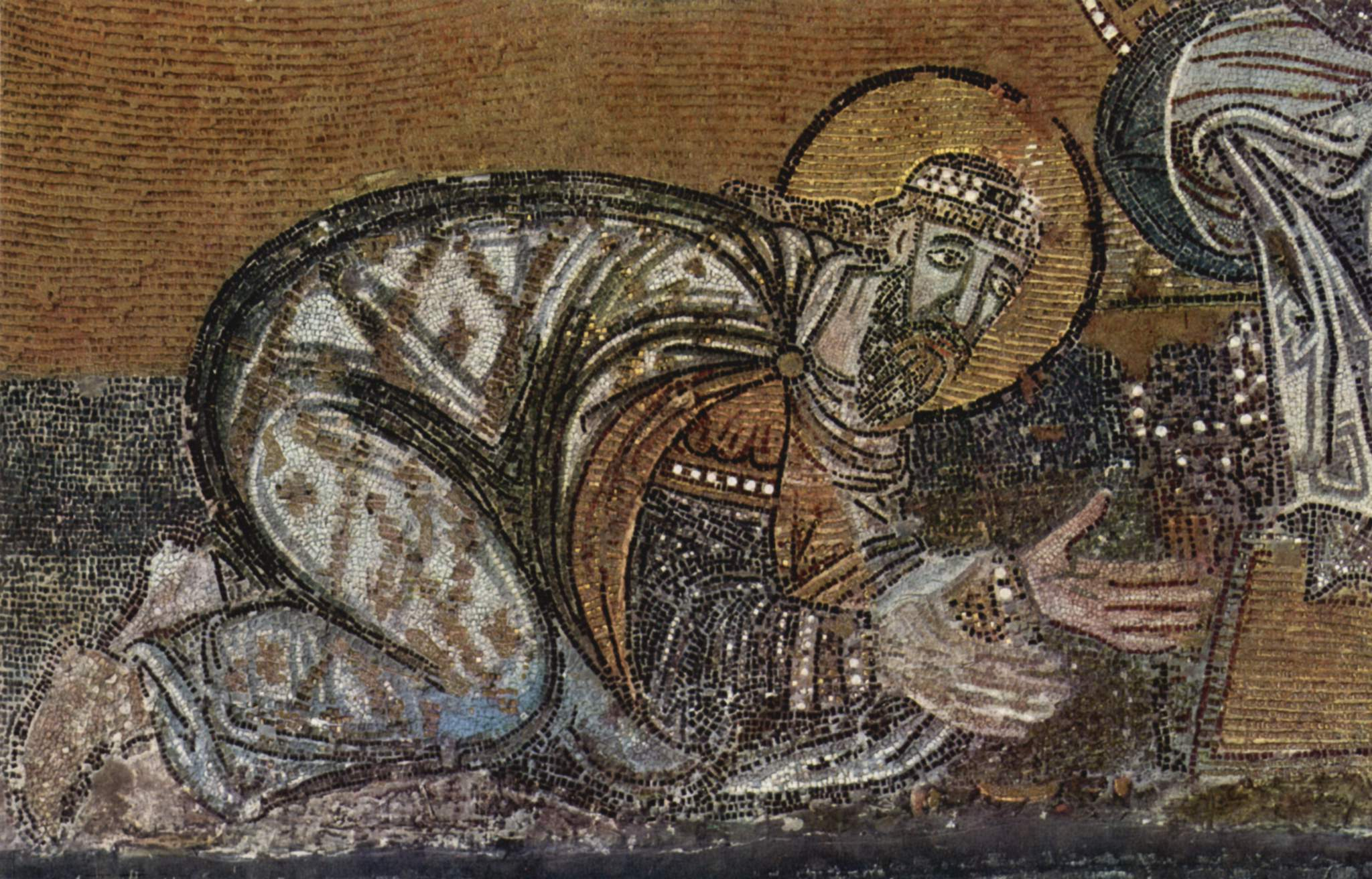
Лев VI перед Христом. Мозаика в соборе св. Софии

Книга датируется царствованием Льва VI Мудрого (886-912). В то время, как первая глава, касающаяся требований для соискателей службы в табулариях, датируется царствования Льва (он занимался кодификацией правовой системы), вполне возможно, что книга (как и многие тексты этого периода) создавалась постепенно.
Ссылки в четырёх местах IX главы по вопросу тетартерона, показывают, что приведение этой главы к итоговому состоянию состоялась в правление Никифора II Фоки (963—969), создавшем данную форму лёгкой чеканки золотых монет. Отсутствие упоминаний о русских купцах, в то время как упоминаются представители Болгарии и Сирии, свидетельствует о том, что документ был составлен после ухудшения отношений между Византией и Киевской Русью.

## Содержание
Книга Эпарха представляет собой сборник правил, касающихся коллегий и производственных гильдий, существовавших в Греции со времен Древнего Рима. Так как все сделки находились на государственном контроле, книга не регулировала деятельность всех ремёсел. Взамен документ ограничился той сферой, где наиболее сильно соприкасались интересы общества и предпринимателя, и где было наиболее вероятно появление чёрного рынка.

### Главы
Текст документа разделён на 22 главы, 19 из которых посвящены различным гильдиям:
- Глава 1 — поступающим в табуларию. Является самой большой главой книги.
- Глава 2 — продавцы драгоценных камней и металлов (аргиропраты).
- Глава 3 — банкиры (трапезиты).
- Глава 4 — торговцы шёлком (вестиопраты).
- Глава 5 — купцы, импортирующие шёлк из Сирии и Багдада (прандиопраты).
- Глава 6 — торговцы сырым шёлком (метаксопраты).
- Глава 7 — чистильщики сырого шёлка (катартарии).
- Глава 8 — красильщики шёлка (серикарии).
- Глава 9 — продавцы одежды (офониопраты и мифаны).
- Глава 10 — продавцы мирой (мировары).
- Глава 11 — продавцы свечей и масла (керулярии).
- Глава 12 — мылоторговцы.
- Глава 13 — бакалейные лавки (салдамарии).
- Глава 14 — шорники (лоротомы).
- Глава 15 — мясники (макелярии).
- Глава 16 — свиноторговцы.
- Глава 17 — торговцы рыбой.
- Глава 18 — пекари (хлебопеки или манкипы).
- Глава 19 — владельцы гостиниц (корчмари).
- Глава 20 ― о легатарии.
- Глава 21 ― о вофрах.
- Глава 22 ― о лицах, берущих на себя выполнение работы, то есть о столярах, лепщиках по гипсу, работниках по мрамору, слесарях, малярах и остальных.

В некоторых из глав установлены правила выборов в гильдиях, а также членские взносы. Помимо этого, книга устанавливает ряд требований к производителям: не обманывать других, производить качественную продукцию, рекомендация по определению сферы и районы работы во избежание конкуренции между гильдиями, а кроме этого, документ назначает цену на изготавливаемую продукцию, и норму прибыли. Последние три главы посвящены подрядчикам.

## Предназначение
Причина составления документа не известна, однако вполне возможно, что использование гильдий было удобно для городских властей. Так снижался уровень преступности и гарантировались поставки товара по более низкой цене, чем у обычного ремесленника. Стоит отметить, что не все представители конкретной профессии были участниками гильдий.
Важной причиной серьёзного государственного надзора над предпринимателями была возможность увеличения доходов имперской казны путём сбора налогов и штрафов.

## Применение на практике
Многие из правил были трудно исполнимы (например, нормативы, по которым купцы должны торговать изделиями хорошего качества), и возможно, что они редко соблюдались. Их исполнение могло зависеть от сотрудничества с гильдиями, а не от опоры на книгу.

## Значение
Книга эпарха играет важную роль в экономической историографии Средневековья, являясь источником по изучению византийской экономики эпохи Константина Багрянородного. Документ также даёт информацию о коммерческих районах Константинополя, устройство городского производства, государственного контроля над ним, а также об отношениях столицы и провинций.

## Переводы
Книга Эпарха была удостоена перевода сразу на несколько языков
Документ был дважды переведён на английский. В 1893 году книга была издана на 3 языках: оригинальном греческом, латыни и французском. Это осуществил Жюль Николь, обнаруживший оригинальный манускрипт в генуэзской библиотеке. Новый перевод разделов VI и XX был осуществлён Лопезом и Раймондом в 1951 году на базе греческого варианта, но с учётом последних открытий в византинистике. В 1970 году было выпущено издание с примечаниями различных комментаторов, вместе с воспроизведенным оригинальным документом Николь.
Перевод книги был также осуществлён для греческого и немецкого языков.
На русский язык книга была переведена советским византистом Михаилом Сюзюмовым и издана в 1949 г. (Свердловск) и 1962 г. (Москва).